# Ips duplicatus
Ips duplicatus là một loài côn trùng trong họ Curculionidae. Loài này được Sahlberg miêu tả khoa học đầu tiên năm 1836.
Đây là loài gây hại của các cây trong chi Pinus, phát triển phổ biến ở Slovakia.